# グレッグ・ヘンリー
グレッグ・ヘンリー（Gregg Lee Henry, 1952年5月6日 - ）は、アメリカ合衆国の俳優、歌手。
コロラド州レイクウッド出身。ワシントン大学で演劇を学び、卒業後、ロサンゼルスに移住、俳優として活動する傍ら、3～4か月間、サンディエゴにあるオールドグローブ・シアターのライブで演奏していた。レパートリーはロック、ブルース、カントリー・ミュージックと多岐に渡る。
映画ではブライアン・デ・パルマやジェームズ・ガン作品への出演が多い。

## 主な出演作品
- リッチマン・プアマン/青春の炎 Rich Man, Poor Man - Book II (1976-1977) テレビミニシリーズ
- 序曲・13日の金曜日 Just Before Dawn (1981)
- スカーフェイス Scarface (1983) クレジットなし
- ボディ・ダブル Body Double (1984)
- デッド・エンド/特捜記者ブラティガンの挑戦 The Great Pretender(1991)
- レイジング・ケイン Raising Cain (1992)
- コレクター Kiss the Girls (1997) クレジットなし
- スター・トレック 叛乱 Star Trek: Insurrection (1998)
- ペイバック Payback (1999)
- ファム・ファタール Femme Fatale (2002)
- バリスティック Ballistic: Ecks vs. Sever (2000)
- スリザー Slither (2006)
- ユナイテッド93 United 93 (2006)
- ブラック・ダリア The Black Dahlia (2006)
- スーパー! Super (2010)
- ガーディアンズ・オブ・ギャラクシー Guardians of the Galaxy (2014)[2]
- ガーディアンズ・オブ・ギャラクシー:VOLUME 3 Guardians of the Galaxy Vol. 3 (2023)